# Dermophiidae
Los dermofíidos (Dermophiidae) son una familia de anfibios gimnofiones compuesta por cuatro géneros y 14 especies. Anteriormente se consideraba incluida en Caeciliidae. Estas cecilias se distribuyen desde el sur de México hasta el noroeste de Colombia; y en África occidental tropical, Tanzania y Kenia.

## Taxonomía
Incluye los siguientes géneros:
- Dermophis Peters, 1880 (7 especies) [ género tipo ]
- Geotrypetes Peters, 1880 (3 especies)
- Gymnopis Peters, 1874 (2 especies)
- Schistometopum Parker, 1941 (2 especies)